# فرانك هاريس (مخرج)
فرانك هاريس (بالإنجليزية: Frank Harris)‏ هو مخرج أمريكي، ولد في 1950.

## وصلات خارجية
- فرانك هاريس على موقع IMDb (الإنجليزية)
- فرانك هاريس على موقع IMDb (الإنجليزية)
- فرانك هاريس على موقع قاعدة بيانات الفيلم (الإنجليزية)